# Лавкрафт, Говард Филлипс
Го́вард Фи́ллипс (Эйч Пи) Лавкрафт (англ. Howard Phillips "H. P." Lovecraft, амер.: /ˈlʌvkræft/, 20 августа 1890, Провиденс, Род-Айленд, США — 15 марта 1937) — американский писатель и журналист, работавший в жанрах литературы ужасов, мистики, фэнтези и научной фантастики, совмещая их в оригинальном стиле. Наиболее известен созданием цикла произведений «Мифы Ктулху», объединённого авторской мифологией. Произведения Лавкрафта ныне выделяются в отдельный поджанр — так называемых «Лавкрафтовских ужасов». Сам Лавкрафт относил свои произведения к жанру так называемых «космических ужасов» и «странной фантастики».
Лавкрафт родился и прожил большую часть жизни в городе Провиденс, США. Он начинал карьеру с написания эссе для Объединённой ассоциации любительской прессы, а в 1913 году написал критическое письмо в журнал, — что в итоге привело к его участию в написании статей для бульварных журналов. Лавкрафт стал активным участником общества научной фантастики и писал статьи в журналы. Со временем Лавкрафт становится центром более широкой группы авторов, после известной как «Круг Лавкрафта». Они знакомят его с журналом «Weird Tales», который и будет его самым известным издателем. Сам Говард Лавкрафт вдохновлялся и адаптировал концепции более ранних авторов, таких как Эдгар По, лорд Дансени, Артур Мэйчен, Алджернон Блэквуд, Амброуз Бирс, Роберт Чемберс и других.
Литературные концепции Лавкрафта основаны на идее космицизма, что является одновременно его личной философией и главной темой произведений. В соответствии с ней человечество является незначительной частью космоса и «может быть сметено в любой момент». Лавкрафт включил в свои рассказы элементы фэнтези и научной фантастики, представляя предполагаемую хрупкость антропоцентризма. Это связано с его двойственными взглядами на природу знаний. События произведений в основном происходят в его беллетризованной версии Новой Англии («Страна Лавкрафта»). Упадок цивилизации играет важную роль в его работах, поскольку автор считал, что Запад находился в состоянии упадка в момент жизни.
На протяжении всей жизни Лавкрафт не мог содержать себя за счёт заработков в качестве писателя и редактора. Он был почти неизвестен при жизни и публиковался исключительно в журналах до самой смерти в возрасте 46 лет. Научный интерес к работам Лавкрафта начался в 1970-х годах, а в настоящее время он считается одним из самых значительных авторов в жанре фантастических ужасов. Это повлекло за собой множество прямых заимствований и появление большого числа духовных преемников. Существует много произведений, вдохновлённых Лавкрафтом, в которых сформировалась основная мифологическая база «Мифов Ктулху» и используются персонажи, окружение и тематизмы Лавкрафта.
Произведения Лавкрафта, изначально публиковавшиеся в дешёвых бульварных журналах, впоследствии оказали влияние не только на литературу ужасов, но и на мировую массовую культуру вообще.
Биография Лавкрафта подробно описана биографами и исследователями его творчества. Ведущей фигурой является С. Т. Джоши, который выпустил книгу «Я — Провиденс: Жизнь и эпоха Лавкрафта» (1996 года). Спрэг де Камп написал книгу «Лавкрафт: Биография» (1975 года). Лин Картер выпустил книгу «Лавкрафт: взгляд на Мифы Ктулху» (1972 года). Дэвид Шульц и С. Т. Джоши выпустили книгу «Энциклопедия Лавкрафта» (2001 года). Даниэль Хармс выпустил книгу «Энциклопедия Мифов Ктулху» (2008 года).

## Биография

### Ранние годы

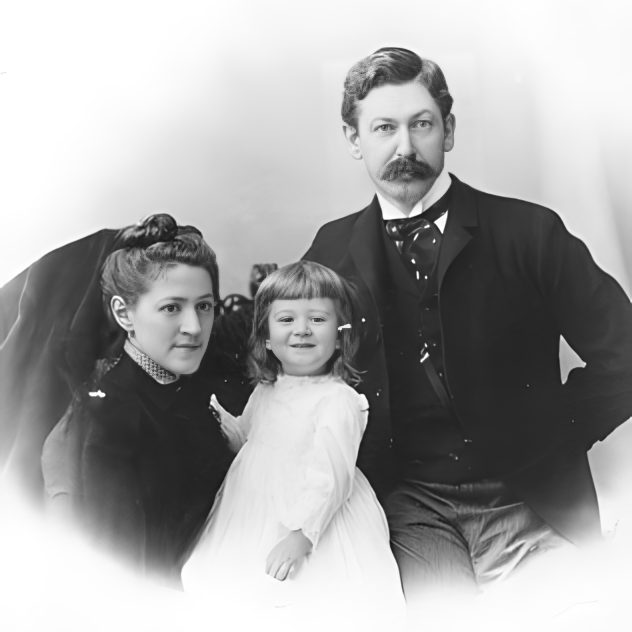
Фотография семьи Лавкрафт 1892 года

Говард Филлипс Лавкрафт родился 20 августа 1890 в своем семейном доме, в Провиденс, штат Род-Айленд. Он был единственным ребёнком в семье Уинфилда Скотта Лавкрафта (1853—1898) и Сары Сьюзан (урождённой Филлипс) Лавкрафт (1857—1921). О занятиях Уинфилда мало что известно; Соня Грин, жена Лавкрафта, в своих мемуарах писала, что отец её мужа какое-то время работал коммивояжёром на ювелирную компанию «Gorham Manufacturing Company». Мать Говарда была дочерью предпринимателя Уиппла Ван Бюрена Филлипса (1833—1904). Происхождение семьи Филлипс можно проследить вплоть до первых колоний Массачусетского залива в Америке в 1630 году. Уинфилд и Сара поженились, когда им обоим было за тридцать, — что необычно поздно, учитывая тот период времени. На момент брака они весьма состоятельные люди. Семья Сьюзи была обеспечена, поскольку Уиппл Филлипс, её отец, вел разные деловые предприятия.
В первые годы жизни Говарда его родители несколько раз переезжали: Провиденс, Дорчестер (Бостон) и Оберндейл, штат Массачусетс. В апреле 1893 года, когда Говарду Лавкрафту было 2 года, его отец после психотического приступа в чикагском отеле был помещён в психиатрическую больницу Батлера в Провиденс, где находился в течение 5 лет до своего освобождения и скорой смерти 19 июня 1898 года. В его медицинских записях указано, что он «делал и говорил временами странные вещи» ещё за год до своего заключения. Душевная болезнь Уинфилда, вероятно, была связана с третичным сифилисом, который был указан в качестве причины смерти. На протяжении всей жизни Говард Лавкрафт утверждал, что его отец впал в паралитическое состояние из-за бессонницы и переутомления и оставался таким до самой смерти. Неизвестно, знал ли Лавкрафт о болезни отца, или его заявления намеренно вводили в заблуждение.
Семья Лавкрафта была вынуждена перебраться в Провиденс, в дом отца Сьюзан. Говард жил с матерью, тётками по материнской линии — Лилиан и Энни, в доме дедушки и бабушки по материнской линии — Уиппл и Роби. По словам друзей семьи, Сьюзи чрезмерно обожала молодого Говарда, баловала его и никогда не выпускала из поля зрения. Позже Лавкрафт вспоминал, что его мать была «постоянно поражена горем» после болезни отца. Дедушка Уиппл стал заменять Лавкрафту отца, причём Говард отметил, что его любимый дедушка «стал центром всей его Вселенной».
Уиппл показывал внуку предметы искусства, привезённые из его бизнес-путешествий по Европе, писал ему письма из деловых поездок и рассказывал страшные истории собственного сочинения. Он учил молодого Лавкрафта ценить литературу, особенно классическую литературу и английскую поэзию, в результате чего тот к 3 годам уже умел читать и писать. В преклонном возрасте Уиппл рассказывал ему оригинальные странные сказки о «крылатых ужасах» и «глубоких, тихих, стонущих звуках», чтобы развлечь внука. Первоисточники странных сказок Филлипса не установлены. Сам Лавкрафт предположил, что они произошли от таких готических романистов, как Анна Радклиф, Мэтью Льюис и Чарльз Мэтьюрин. Лавкрафт был вундеркиндом — по собственным воспоминаниям, он читал наизусть стихи ещё в возрасте 2 лет, а с 6 уже писал свои. Излюбленным местом мальчика в доме деда была библиотека, где он познакомился с классической литературой, готической прозой и арабскими сказками «Тысяча и одна ночь». Именно в этот период Лавкрафт познакомился с некоторыми из его ранних литературных влияний, такими как «Сказание о старом мореходе», с иллюстрациями Гюстава Доре, «Век сказаний» Томаса Булфинча и «Метаморфозы» Овидия. Уиппл излечил пятилетнего внука от страха темноты, заставив его пройти через несколько тёмных комнат в доме.
На Лавкрафта глубокое впечатление произвела смерть и похороны его бабушки Роби в 1896 году; его мать и тёти были одеты в чёрные траурные платья, которые пугали его. По его собственным словам, это повергло его семью в «мрак, из которого она так и не оправилась полностью». Это также было временем, когда Лавкрафту, в возрасте 5 лет, начали сниться кошмары, позднее отразившиеся в его творчестве. В страшных снах его преследовали существа с перепончатыми крыльями, которых он называл «Ночными призраками» (англ. Night-gaunts — в различных переводах «полуночники» или «ночные мверзи»). Крылатые существа поднимали его в воздух и несли куда-то; сам Лавкрафт позже предполагал, что почерпнул этот образ из иллюстраций Доре к поэме «Потерянный рай»; «Они кружили меня в пространстве с головокружительной скоростью, одновременно раздражая и толкая своими отвратительными трезубцами». 30 лет спустя Ночные призраки появятся в повести «Сомнамбулический поиск неведомого Кадата».

### Первые работы

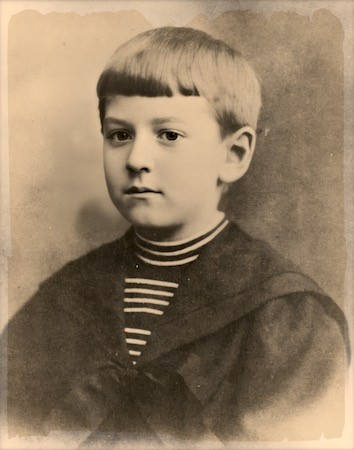
Лавкрафт в 9-10 лет

В возрасте 6—8 лет Лавкрафт написал несколько рассказов, большая часть которых не сохранилась. Самые ранние известные литературные произведения Лавкрафта были написаны в возрасте 7 лет, когда он написал свой первый стих «Поэма об Улиссе» (1897), представляющий собой стилизацию поэмы Одиссея и другие греко-римские мифологические истории. Позже Лавкрафт писал в письмах, что в детстве он был зациклен на греко-римском пантеоне божеств и на короткое время принял их как подлинные выражения божественности, отказавшись от своего христианского воспитания. Он припомнил, как в 5 лет ему сказали, что Санта-Клауса не существует, на что он спросил: «Почему Бог не является в равной степени мифом?». В 7 лет Лавкрафт уже открыл для себя фантастику и написал свой первый рассказ «Знатный соглядатай» (1897), что не сохранился.
В 8 лет Лавкрафт проявил большой интерес к наукам, в частности, к астрономии и химии. Он также изучил анатомические книги, хранившиеся в семейной библиотеке, из которых он узнал особенности воспроизводства человека, которые ему ещё не объяснили. В результате он обнаружил, что это «практически убило его интерес к предмету».
Ребёнком Лавкрафт часто болел и лишь в 8 лет пошёл в начальную школу на Слейтер-авеню, но через год его забрали оттуда. Через 4 года он пошёл в школу на Хоуп-стрит. В 1902 году, согласно более поздней переписке Лавкрафта, на мировоззрение юного Говарда оказала определяющее влияние астрономия. Он написал несколько статей для «Журнала астрономии Род-Айленда» (размножал их на гектографе небольшим тиражом), а начиная с 1899 года — для издания «Научная газета». Лавкрафт ходил в начальную школу и часто занимался с домашними репетиторами, восполнявшими пробелы за потерянные годы, пропущенные из-за неопределённых проблем со здоровьем. В письменных воспоминаниях его сверстников он описывался как замкнутый, но дружелюбный с теми, кто разделял его увлечение астрономией, и приглашал всех посмотреть в его дорогой телескоп. С юности и до времени своего совершеннолетия Лавкрафт писал в основном стихи. В этот период он написал несколько рассказов, которые не сохранились.

### Образование и финансовый упадок

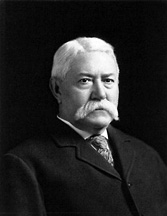
Уиппл Ван Бюрен Филлипс

К 1900 году коммерческие предприятия Уиппла переживали спад, что привело к медленному сокращению благосостояния семьи. Он был вынужден распустить наёмных слуг в доме. Весной 1904 года крупнейшее предприятие Уиппла полностью обанкротилось. Через несколько месяцев он умер в возрасте 70 лет от инсульта. После смерти Уиппла Сьюзи не смогла финансово поддержать содержание обширного семейного дома на те средства, что остались после смерти Уиппла. Позже в том же году она была вынуждена переехать с сыном в небольшой дом-дуплекс на Энджелл-стрит, 598.
Лавкрафт называл это время наиболее мрачным в своей жизни, отметив в письме 1934 года, что он больше не видел смысла в жизни. Кроме того, он рассматривал возможность совершения самоубийства. Его научное любопытство и желание узнать больше о мире помешали ему сделать это. Осенью 1904 года он поступил в среднюю школу. Как и в предыдущие школьные годы, Лавкрафта периодически выгоняли из школы на длительные периоды из-за случаев, которые сам он называл «краткими срывами». Тем не менее, он сказал, что, несмотря на некоторые конфликты с учителями, ему нравилось учиться в средней школе, он сблизился с небольшим кругом друзей. Лавкрафт также преуспел в учёбе, особенно в химии и физике. В 1904 году он снова начал писать для «Журнала aстрономии Род-Айленда» и «Научной газеты». В этот период, в 14 лет, Лавкрафт написал ранний рассказ «Зверь в пещере», а в 18 лет «Алхимик».
В 1908 году у Лавкрафта случился нервный срыв, из-за которого он так и не окончил среднюю школу и не получил аттестат — чего сильно стыдился. Лавкрафт пережил кризис со здоровьем, который был более серьёзным, чем его предыдущие болезни. Точные обстоятельства и причины остаются неизвестными. Единственные прямые записи — это собственная переписка Лавкрафта, в которой он ретроспективно описал произошедшее по-разному: как «нервный коллапс» и «своего рода срыв», в одном письме обвиняя в этом стресс в средней школе, которая ему нравилась несмотря ни на что. В другом письме 1908 года он писал: «Я был и остаюсь жертвой сильных головных болей, бессонницы и общей нервной слабости, что постоянно мешают мне заниматься чем-либо».
Лавкрафт утверждал, что после окончания школьного обучения собирался поступить в Брауновский университет, но на самом деле школу он так и не окончил (ему оставался, по меньшей мере, ещё один год). Неизвестно, страдал ли Лавкрафт физическим недугом или психическим заболеванием. По свидетельствам бывшей ученицы той же школы, которые приводит Гарри Бробст, у Лавкрафта были «ужасные тики»: случалось так, что «он сидел на своем месте, а затем внезапно вскакивал и подпрыгивал». Гарри Бробст, PhD в психологии, высказал предположение, что эти припадки могли быть как симптомами малой хореи, так и не связанными ни с какими соматическими нарушениями «истероидными припадками». В письмах Лавкрафт признавал, что в детстве страдал от приступов хореи. В письме 1908 года Лавкрафт заявил, что он «с трудом переносил встречи и не мог разговаривать с кем-либо, предпочитая замкнутый образ жизни, зашторивая окна и пребывая в тёмном помещении, используя искусственный свет».

### Раннее признание
Было отмечено редкое появление Лавкрафта и Сьюзи в период с конца 1908 по 1913 год. Лавкрафт описал неуклонное продолжение их финансового упадка, а неудачный бизнес его дяди стоил Сьюзи значительной части их и без того сокращающегося состояния. Одна из подруг Сьюзи, Клара Хесс, вспомнила её визит, во время которого Сьюзи постоянно говорила о том, что Говард «настолько отвратительно себя ведёт, что прячется ото всех и не любит ходить по улицам, где люди могут увидеть его». Несмотря на утверждения Хесс об обратном, Сьюзи настаивала на своём мнении. Со своей стороны, Лавкрафт сказал, что уважал свою мать и находит её «настоящим чудом». Позже ближайший сосед заметил, что другие соседи слышали ночью громкие крики, которые они ошибочно считали ссорами между матерью и сыном, но на самом деле это было декламацией стихов Шекспира, занятием, которое, видимо, приводило в восторг мать и сына.
Лавкрафт вернулся к периодическому написанию научных статей. Он пытался посвятить себя изучению органической химии, ради чего Сьюзи купила ему дорогостоящий комплекс для химических опытов, что он хотел. Лавкрафт обнаружил, что его исследованиям мешает математика, которую он находил скучной и вызывающей головные боли, выводящие его из строя на остаток дня. Первое стихотворение Лавкрафта, не опубликованное самостоятельно, появилось в местной газете в 1912 году под названием «Провидение в 2000 году нашей эры», — его сюжет моделировал будущее, в котором американцы английского происхождения будут вытеснены ирландскими, итальянскими, португальскими и еврейскими иммигрантами. Эти вопросы часто обсуждались в прессе. В этот период он также писал расистские стихи, в том числе «Падшая Новая Англия» и «О создании негров», но свидетельств их публикации нет.
В 1911 году критические письма Лавкрафта к редакторам начали появляться в журналах, посвящённых литературе ужасов и фантастике, в первую очередь в журнал «Argosy». Письмо 1913 года с критикой Фреда Джексона, одного из наиболее выдающихся авторов статей в «Argosy», положило начало писательского пути, который определил всю последующую часть писательской карьеры Лавкрафта. В следующих письмах Лавкрафт описал произведения Джексона как «тривиальные, женственные и местами грубые». Продолжая, Лавкрафт утверждал, что персонажи Джексона демонстрируют «тонкие страсти и эмоции, присущие неграм и человекообразным обезьянам». Это вызвало почти годичную вражду в разделе писем журнала между двумя писателями и их сторонниками. Наиболее ярким противником Лавкрафта был Джон Рассел, который часто отвечал ему стихами и которому Лавкрафт чувствовал себя обязанным ответить, потому что уважал писательские навыки Рассела. Самым непосредственным следствием этой вражды стало признание Эдварда Ф. Дааса, главного редактора Объединённой ассоциации любительской прессы (UAPA). Даас пригласил Рассела и Лавкрафта присоединиться к организации и оба они приняли предложение в апреле 1914 года. В 1917 году по настоянию корреспондентов он вернулся к художественной литературе с более проработанными произведениями. В этот период, в 27 лет, Лавкрафт написал рассказы «Склеп» и «Дагон». «Дагон» стал его первой профессиональной работой, появившейся в журнале «Weird Tales» в 1923 году.

### Становление Лавкрафта

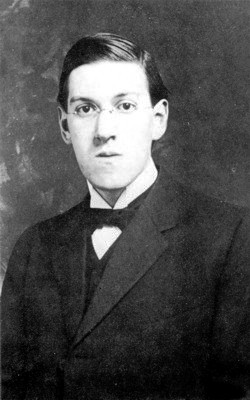
Лавкрафт в возрасте 25 лет

Лавкрафт погрузился в мир любительской журналистики на большую часть следующего десятилетия. В этот период он выступал за превосходство дилетантства над коммерциализмом — платными публикациями, которые он считал низкопробными. Это контрастировало с его взглядом на «профессиональные публикации», которые он считал респектабельными. Он считал любительскую журналистику лишь практикой для настоящей профессиональной карьеры.
Лавкрафт был назначен председателем Департамента общественной критики UAPA в конце 1914 года. Он использовал своё положение, чтобы отстаивать убеждения, которые он считал превосходством архаичного использования английского языка. Лавкрафт был англофилом и на протяжении всей жизни открыто критиковал других участников UAPA за их «американизм» и «сленг». Часто эта критика заключалась в ксенофобских и расистских заявлениях о том, что иммигранты негативно меняют «национальный язык». В середине 1915 года Лавкрафт был избран вице-президентом UAPA, а вскоре президентом. Он назначил других членов правления, которые в основном разделяли его веру в превосходство британского английского искусства над современным американским. Другим значительным событием того времени стало начало Первой мировой войны. Лавкрафт опубликовал множество критических замечаний в адрес американского правительства из-за нежелания общественности присоединиться к войне для защиты Англии, которую он считал прародиной Америки.
В 1916 году Лавкрафт опубликовал свой первый рассказ «Алхимик» в главном журнале UAPA, который отличался от его обычных стихов. Благодаря поддержке У. Пола Кука, ещё одного члена UAPA и будущего друга на всю жизнь, Лавкрафт начал писать больше прозы. К «несерьёзному» жанру фантастики Лавкрафт вернулся лишь в 1917 году с рассказами «Дагон» и «Склеп». На рассказ «Склеп» большое влияние оказали стиль и структура работ Эдгара По. Между тем, «Дагон» считается первой работой Лавкрафта, отображающей концепции и темы, которыми впоследствии станут известны его последующие произведения. «Дагон» стал его первым изданным творением, появившись в 1923 году в журнале «Weird Tales». В этот период, в 1918 году, Лавкрафт опубликовал «Полярная звезда», первый рассказ из «Цикла снов», а в 1919 «За стеной сна», который стал его первым научно-фантастическим рассказом. Все 19 лет своей последующей карьеры Лавкрафт будет писать произведения для фантастических журналов.
Срок полномочий Лавкрафта на посту президента UAPA закончился в 1918 году, и он вернулся на свой прежний пост председателя Департамента общественной критики. В 1917 году Лавкрафт предпринял неудачную попытку вступить в армию США. Он прошёл медицинский осмотр, хотя, его мать угрожала сделать всё законное или даже незаконное, чтобы доказать, что он непригоден. После неудачной попытки отправиться на фронт, он пытался записаться в Национальную гвардию Род-Айленда, но его мать использовала семейные связи, чтобы предотвратить это.
Зимой 1918—1919 у Сьюзи стали проявляться симптомы нервного срыва и она переехала жить к своей старшей сестре Лилиан. Природа болезни Сьюзи неясна, поскольку её медицинские документы были уничтожены в результате пожара в больнице Батлера. Уинфилд Таунли Скотт описал Сьюзи как «переживающую психологический коллапс». Соседка и подруга Клара Хесс, опрошенная в 1948 году, вспомнила случаи, когда Сьюзи описывала «странных и фантастических существ, которые появлялись из-за зданий и темных углов». Хесс однажды встретила Сьюзен в центре города, которая не могла понять, где находится. В марте 1919 года она была помещена в психиатрическую клинику Батлера, как и её муж ранее. Непосредственная реакция Лавкрафта на состояние матери была эмоциональной, он написал, что его «существование кажется малоценным» и что он хотел бы, чтобы «его жизнь прекратилась». Во время пребывания Сьюзи в больнице Батлера Лавкрафт периодически навещал её и гулял с ней по обширной территории. Она писала письма сыну до своих последних дней.
В конце 1919 года Лавкрафт стал более общительным. После периода изоляции он встретил друзей на собрании писателей; первым из них — это выступавший в Бостоне лорд Дансени, которого Лавкрафт недавно открыл для себя и боготворил. В начале 1920 года на съезде писателей-любителей Лавкрафт встретил Фрэнка Белнэпа Лонга, который станет самым влиятельным и самым близким доверенным лицом Лавкрафта. Впоследствии творчество Дансени очень повлияло на ранние произведения Лавкрафта. Эти рассказы о сновидцах стали частью того, что позже будут относить к условному «Циклу снов», что включает рассказы: «Белый корабль», «Карающий Рок над Сарнатом», «Кошки Ултара», «Селефаис» и другие.
В 1920 году Лавкрафт начал публиковать ранние рассказы о «Мифах Ктулху» (условный термин, придуманный более поздними авторами), в которых описывается космос, незначимость человека, окружение Новой Англии, запретные книги и сверхъестественные сущности.. Впервые элементы «Мифов Ктулху» появились в рассказе «Дагон» (1917), а в полной мере представлены мифы о пришельцах развились в рассказе «Зов Ктулху» (1926). В конце 1920-х годов Лавкрафт написал, как поэму в прозе, рассказы «Ньярлатхотеп» и «Крадущийся хаос» в сотрудничестве с писательницей Уинифред Вирджинией Джексон. В начале 1921 года был написан рассказ «Безымянный город», в котором впервые упоминается Абдул Альхазред. В том же году он написал «Изгой», который вызвал много внимания и стал одним из наиболее тщательно проанализированных, и по-разному интерпретированных рассказов Лавкрафта.
В этот период Лавкрафт начал свою непрерывающуюся переписку, ставшую в итоге одной из самых объёмных в XX веке. Лавкрафт начал создавать огромную сеть корреспондентов, среди которых были Роберт Блох, Роберт Говард, лорд Дансени, Артур Мэкен, Август Дерлет, Кларк Эштон Смит и многие другие. Его длинные и частые послания сделали его одним из самых известных авторов писем, что привело к появлению его литературного кружка.
В 1919—1923 годах Лавкрафт активно писал художественные произведения, создав более 40 рассказов, в том числе в соавторстве. При этом, основным источником заработка всю его жизнь являлась работа в качестве литературного редактора в развитой в то время в США отрасли любительской журналистики: обладающие некоторыми средствами поклонники фантастики и графоманы скромно оплачивали услуги начинающего писателя, образованного и литературно одарённого редактора, которому также приходилось брать на себя различный технический труд (хотя Лавкрафт всегда тяготился перепечаткой вручную как чужих, так и своих текстов).
24 мая 1921 года Сьюзи Лавкрафт умерла в больнице Батлера из-за осложнений после операции на желчном пузыре пятью днями ранее. Через девять дней после смерти Сьюзи Лавкрафт выразил в письме, что находится в состоянии глубокой печали, которое искалечило его физически и эмоционально. Он снова выразил желание, чтобы «его жизнь могла закончиться». Эти темы отражены в рассказе «Изгой». Позже Лавкрафт почувствовал облегчение, когда он смог жить независимо от матери. Его физическое здоровье начало улучшаться. Несмотря на реакцию, Лавкрафт продолжал посещать съезды журналистов-любителей. На одном из таких конгрессов в июле он встретил Соню Грин, его будущую жену.

### Брак и жизнь в Нью-Йорке

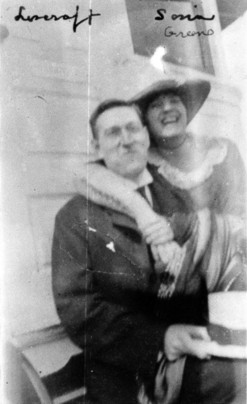
Лавкрафт и Соня Грин, 5 июля 1921 года

Через несколько недель после смерти матери Лавкрафт посетил съезд журналистов-любителей в Бостоне, где познакомился с Соней Грин. Соня происходила из семьи еврейских эмигрантов из Российской империи и была на семь лет старше Лавкрафта. Тети Лавкрафта не одобряли его отношения с более старшей женщиной, которая занималась торговлей (Соня владела магазином шляп). Лавкрафт и Грин поженились 3 марта 1924 года и переехали в Бруклин, Нью-Йорк, в её квартиру, в дом 793 на Флэтбуш-авеню. Соня думала, что ему нужно покинуть Провиденс, чтобы развиваться как писателю, и была готова поддержать его финансово. Грин, которая ранее уже была замужем, позже сказала, что Лавкрафт неплохо проявил себя как любовник, хотя ей приходилось проявлять инициативу во всех аспектах отношений. Она приписывала пассивный характер Лавкрафта «отупляющему воспитанию» его матери. В это время вес Лавкрафта увеличился до 91 кг, очевидно, Соня умела готовить вкусную еду.
Поначалу Лавкрафт был очарован Нью-Йорком, где познакомился с интеллектуалами и литературно образованными людьми из общества «Калем Клуб», которые убеждали его присылать истории для «Weird Tales». Его редактор Эдвин Бэрд издавал многие рассказы Лавкрафта, в том числе «Погребённый с фараонами», написанный по заказу для Гарри Гудини. «Калем Клуб» был основан неофициально всего за несколько лет до приезда Лавкрафта в Нью-Йорк; там с ним познакомились авантюрист Генри Эверетт Макнейл, юрист и писатель-анархист Джеймс Фердинанд Мортон-младший и поэт Райнхардт Кляйнер. Позже, в том же году к четырём постоянным посетителям «Клуба Калем» присоединились Лавкрафт вместе со своим протеже Фрэнком Белнэпом Лонгом, книготорговцем Джорджем Уиллардом Кирком и Сэмюэлем Лавманом. Лавман был евреем и близким другом Лавкрафта. К 1930-м годам писатель и издатель Герман Чарльз Кениг был одним из последних, кто присоединился к «Калем Клубу».
Вскоре после свадьбы Грин потеряла свой магазин шляп, а её финансовые активы исчезли из-за банкротства банка. Пара столкнулась с финансовыми трудностями. Лавкрафт прилагал большие усилия, чтобы поддерживать жену, но не смог из-за отсутствия опыта другой работы и нехватки торговых навыков. Лавкрафт так и не смог найти работу, чтобы прокормить их обоих. 1 января 1925 года Соня переехала из Флэтбуша в Кливленд в поисках работы. Лавкрафт уехал в небольшую квартиру на первом этаже на Клинтон-стрит, 169, «на окраине Ред-Хука» — район трущоб, что сильно его смущал, из-за чего Лавкрафт возненавидел Нью-Йорк.
Через несколько лет супруги, живущие отдельно, договорились о мирном разводе, хотя они так и не оформили развода. Издатель «Weird Tales» пытался сделать свой убыточный журнал более прибыльным и предложил Лавкрафту должность редактора, но тот отказался, сославшись на нежелание переезжать в Чикаго по эстетическим соображениям. Бэрда сменил редактор Фарнсворт Райт, чьи произведения критиковал Лавкрафт. Произведения Лавкрафта часто отклонялись Райтом. Это происходило частично из-за правил цензуры, введённых после его рассказа, в котором содержался некий намёк на некрофилию. После смерти Лавкрафта Райт всё же принял все его рассказы, которые он изначально отвергал.
Соня заболела и сразу после выздоровления переехала в Цинциннати, а затем в Кливленд; её работа требовала постоянных разъездов. В дополнение к ощущению неудачи в городе с большим иммигрантским населением, однокомнатная квартира Лавкрафта была ограблена, в результате чего у него осталась только одежда, в которой он был одет. В августе 1925 года он написал рассказы «Ужас в Ред Хуке» и «Он». В последнем он пишет: «Мой приезд в Нью-Йорк был ошибкой, потому что в то время как я искал острое чудо и вдохновение… Вместо этого я обнаружил только чувство ужаса и угнетения, которые угрожали овладеть мной, парализовать и уничтожить меня». Это было выражением отчаяния от пребывания в Нью-Йорке. Примерно в это же время он написал черновик «Зов Ктулху» с тематикой ничтожности всего человечества. В это время он написал свою работу «Сверхъестественный ужас в литературе». Получая еженедельно некоторые деньги, которые присылала Грин, Лавкрафт переехал в рабочий район Бруклин-Хайтс, где поселился в крошечной квартирке. К 1926 году он уехал в Провиденс и эти события сказались на здоровье писателя: он потерял около 18 кг веса.

### Возвращение в Провиденс

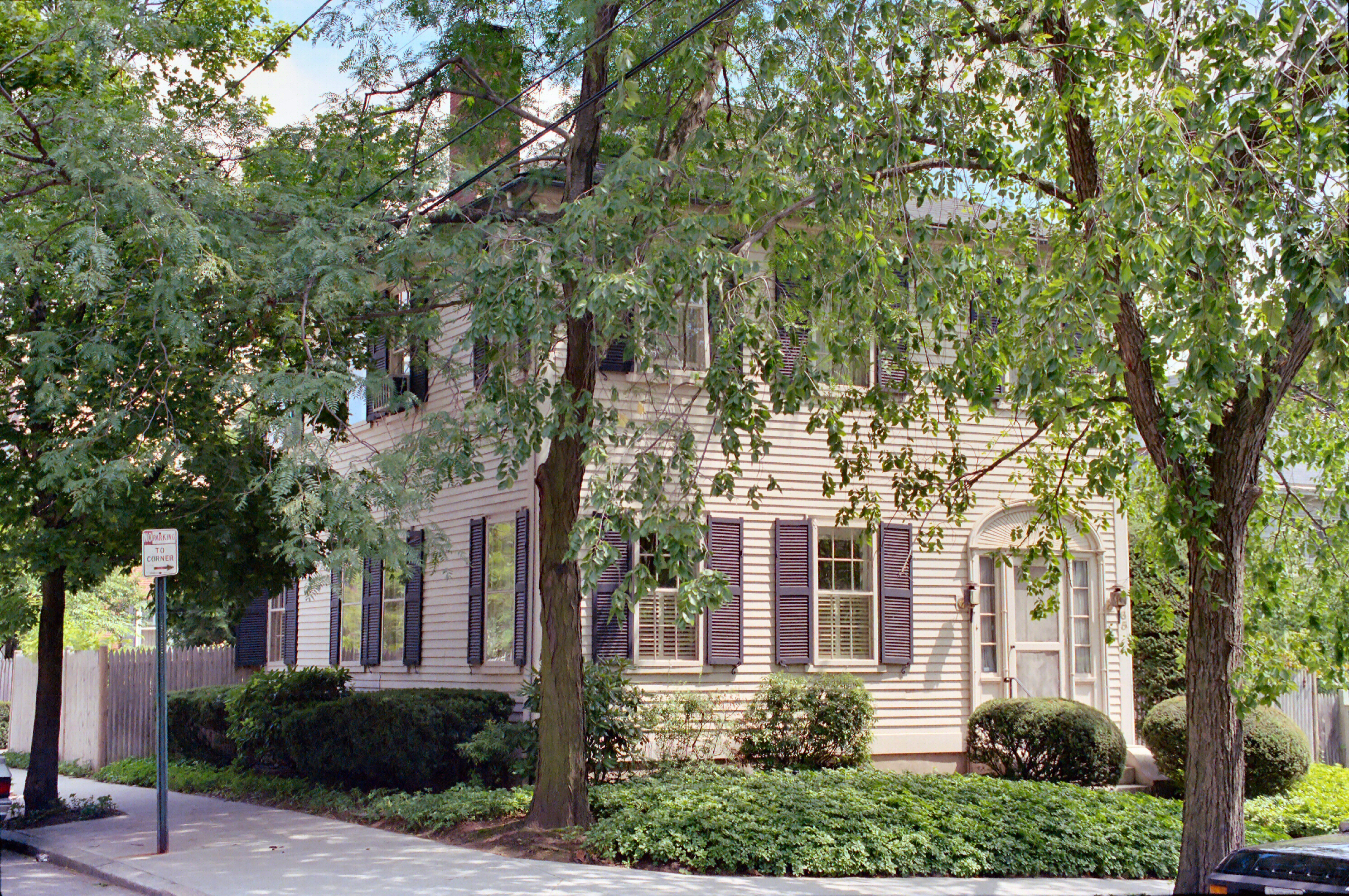
Дом Лавкрафта в Провиденс, где он прожил последние годы жизни

Вернувшись в Провиденс, Лавкрафт жил со своими тётками в «просторном коричневом викторианском деревянном доме» на Барнс-стрит, 10 до 1933 года (этот адрес является адресом дома доктора Виллета в повести «Случай Чарльза Декстера Варда»). Несмотря на писательские успехи, Лавкрафт всё больше нуждался в деньгах. Он снова переехал, теперь уже в маленький домик на Проспект-стрит, 66, который стал его последним домом. Этот период стал, возможно, наиболее интересным и продуктивным в жизни писателя. Он много путешествовал по Новой Англии, посетил Квебек, Филадельфию, Чарльстон и вёл активную переписку с друзьями. В Провиденс он написал самые известные работы, в том числе: «Зов Ктулху», «Сомнамбулический поиск неведомого Кадата», «Случай Чарльза Декстера Варда», «Цвет из иных миров», «Ужас Данвича», «Шепчущий во тьме», «Хребты Безумия» и «Тень над Иннсмутом». Эти произведения в большой степени автобиографичны, поскольку в них часто описывается возвращение в Провиденс. В это время он часто редактировал работы других авторов и писал о привидениях, в том числе «Курган», «Крылатая смерть» и «Дневник Алонсо Тайпера». Гарри Гудини хвалил его и пытался помочь, познакомив его с главой газетного объединения. Планы по дальнейшему проекту были отменены со смертью Гудини от травмы в 1926 году.
В августе 1930 года Роберт Говард написал письмо в редакцию «Weird Tales», восхваляя недавнее произведение Лавкрафта «Крысы в стенах» и отметив гэльские отсылки. Редактор Фарнсворт Райт переслал это письмо Лавкрафту, и между двумя писателями началась активная переписка, которая длилась до смерти Роберта. Роберт Говард стал членом «Круга Лавкрафта» — группы писателей и друзей, связанных обширной перепиской Лавкрафта. Они представили друг другу своих многочисленных друзей-единомышленников и призвали их делиться своими историями, используя упоминания на вымышленные произведения друг друга. Таким образом они помогали друг другу добиться успеха в области журналистики и прессы.
Лавкрафт всё чаще создавал работы, не приносившие ему денежного вознаграждения. Проявляя спокойное безразличие к восприятию его работ, Лавкрафт на самом деле был чрезвычайно чувствителен к критике и легко впадал в отстранение. Известно, что он отказывался от попыток продать рассказ после того, как его однажды отвергли. Иногда, как в случае с повестью «Тень над Иннсмутом», он писал произведение, которое могло быть коммерчески жизнеспособным, но не пытался его продать. Лавкрафт игнорировал даже заинтересованных издателей. Когда некто спросил о каком-нибудь романе, который Лавкрафт мог бы подготовить, писатель не ответил, хотя только что закончил работу над своим единственным романом «Случай Чарльза Декстера Варда», который так и не был издан.
Через несколько лет после того, как Лавкрафт переехал в Провиденс, он и его жена Соня Грин, так долго прожившие отдельно, согласились на мирный развод. Грин переехала в Калифорнию в 1933 году и снова вышла замуж в 1936 году, не зная, что Лавкрафт, несмотря на его заверения в обратном, никогда официально не подписывал окончательный отказ. Лавкрафт вернулся в родной город. Из-за неудавшегося брака некоторые биографы высказывали предположения о его гомосексуальности, но Грин, напротив, называла его прекрасным любовником.
После Великой депрессии Лавкрафт поменял свои политические взгляды: он обратился к демократическому социализму, осудив как свои прежние политические убеждения, так и растущую волну фашизма. Он думал, что социализм представляет собой работоспособную золотую середину между тем, что он считал деструктивными порывами как капиталистов, так и марксистов его времени. Это было основано на общем сопротивлении культурным потрясениям, а также на поддержке упорядоченного общества. Он поддерживал Франклина Рузвельта, но считал «Новый курс» недостаточно левым. Его поддержка Лавкрафтом была основана на взглядах, что другие реформы в то время были бы неэффективны.

### Смерть

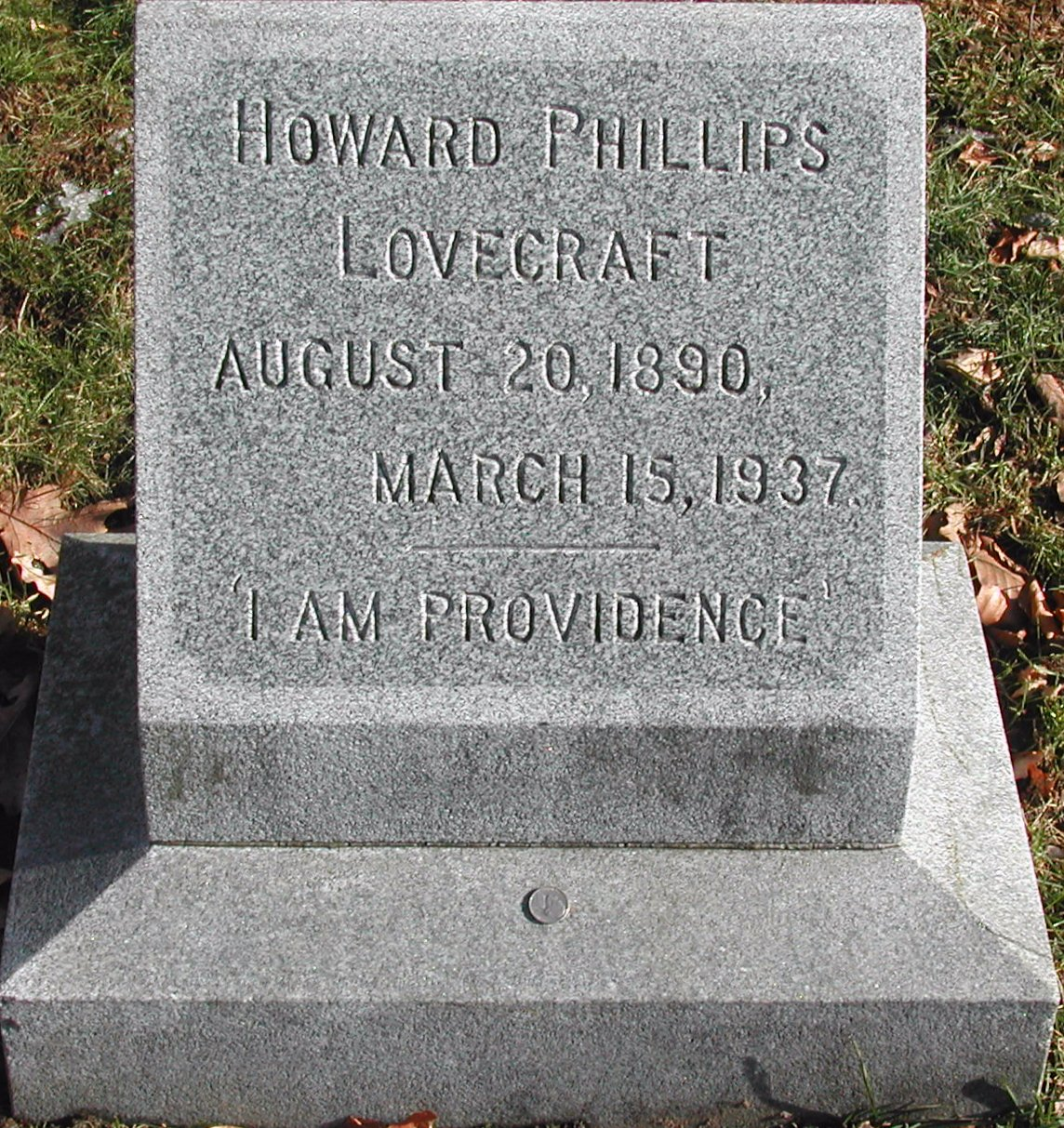
Надгробие Лавкрафта на кладбище Сван-поинт

В конце 1936 года Лавкрафт стал свидетелем публикации повести «Тень над Иннсмутом» отдельной книгой в мягкой обложке. Это единственное его произведение, которое вышло в свет как отдельное издание при его жизни. Было напечатано 400 экземпляров, и произведение рекламировалось в «Weird Tales» и нескольких других журналах. Лавкрафт был недоволен, так как в этой книге было много ошибок, которые требовали серьёзного редактирования. Она продавалась медленно, и было продано всего около 200 экземпляров. Остальные 200 экземпляров были уничтожены после того, как издательство прекратило деятельность в течение последующих 7 лет. К этому моменту литературная карьера Лавкрафта подходила к концу. Вскоре после написания своего последнего рассказа «Обитающий во мраке» он заявил, что враждебная критика повести «Хребты безумия» оказала «наибольший эффект, чтобы положить конец его успешной художественной карьере». Его ухудшающееся психологическое и физическое состояние лишило его возможности продолжать писать.
11 июня 1936 года Роберт Говард, узнав, что его хронически больная мать не выйдет из комы, покончил жизнь самоубийством. Это повлияло на Лавкрафта; он утешал в письмах отца Говарда. Лавкрафт написал мемуары «В память о Роберте Эрвине Говарде», которые он разослал своим корреспондентам. Физическое здоровье Лавкрафта ухудшалось. Он страдал от недуга, который он называл «гриппом».
Из-за того, что Лавкрафт боялся врачей, его обследовали только за месяц до смерти. После посещения врача ему поставили диагноз: рак тонкой кишки в последней стадии. Он оставался в больнице и жил с постоянными болями до самой смерти. В соответствии со своим пожизненным научным любопытством он вёл хронику развития своей болезни до тех пор, пока не потерял способность держать ручку. Говард Филлипс Лавкрафт умер 15 марта 1937 года в Провиденс. Он был похоронен вместе со своими родителями на кладбище семьи Филлипсов. В 1977 году поклонники писателя установили надгробие на кладбище Суон-Пойнт, на котором они написали фразу «Я ЕСТЬ ПРОВИДЕНС» — строка из одного его письма.

## Взгляды

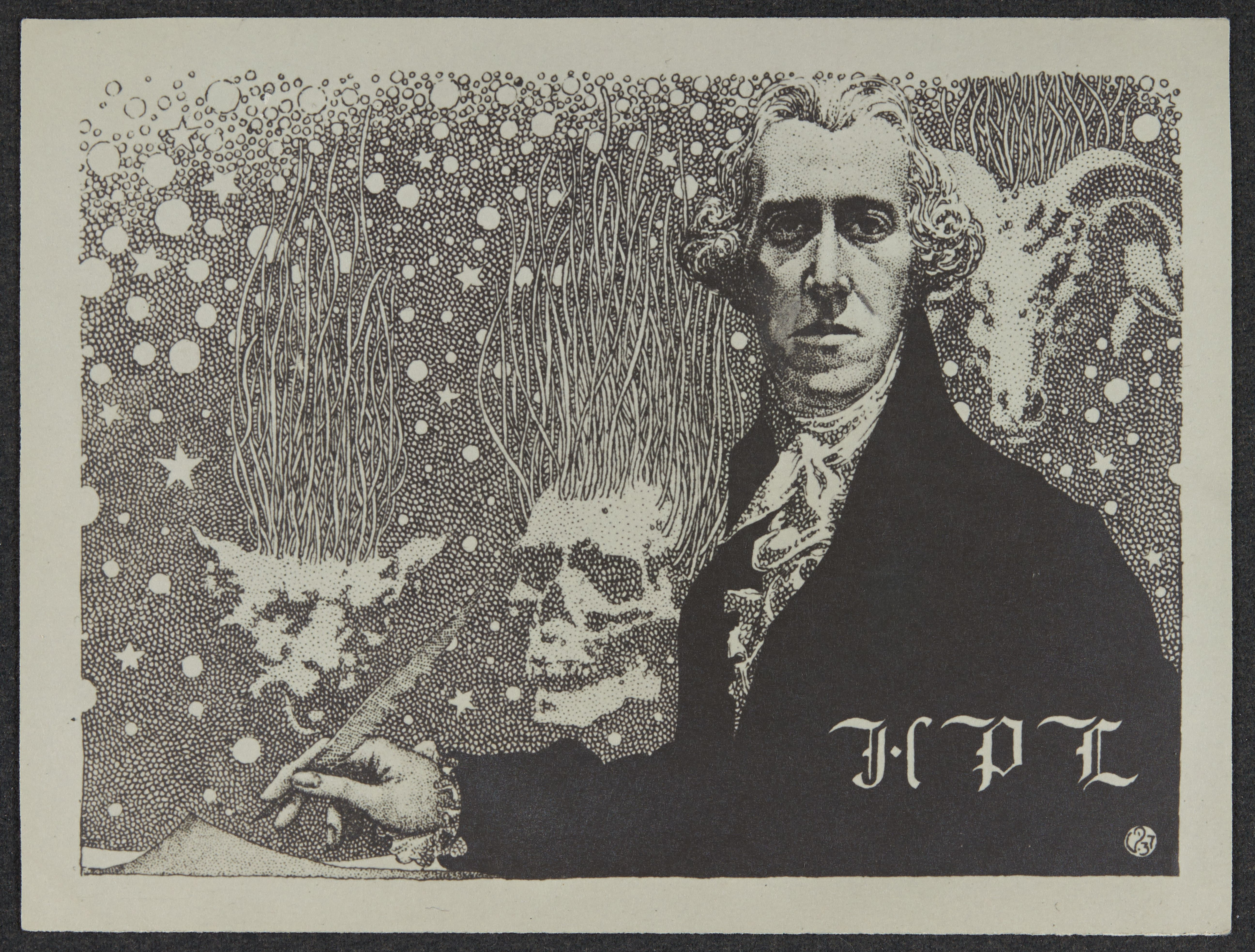
Лавкрафт в образе джентльмена восемнадцатого века. Рисунок Вирджила Финлея

### Политика
Ранние политические взгляды Лавкрафта были консервативными и традиционалистскими, — что, вероятно, обусловлено его воспитанием. Его семья поддерживала Республиканскую партию. На президентских выборах 1928 года он голосовал за Герберта Гувера. Род-Айленд в целом оставался политически консервативным и республиканским до 1930-х годов. Лавкрафт был англофилом и поддерживал британскую монархию. Он выступал против демократии и считал, что Америкой должна править аристократия. Эта точка зрения возникла в его юности и просуществовала до конца 1920-х годов. Во время Первой мировой войны он поддержал союз против Центральных держав. Лавкрафт посвятил некоторые стихи политике и опубликовал несколько политических очерков в своем любительском журнале «Консерватор». Он был трезвенником и поддерживал введение сухого закона. Его личное оправдание своих ранних политических взглядов было в первую очередь основано на традициях и эстетике. Персонажи Лавкрафта часто используют высокопарные диалоги и слова из английского фольклора.
В результате Великой депрессии, Лавкрафт пересмотрел свои взгляды. Первоначально он думал, что состоятельные люди станут идеальной аристократией и решат все проблемы Америки. Когда этого не произошло, он стал социалистом. Этот сдвиг был вызван наблюдением за Депрессией, что нанесла огромный вред американскому обществу. На это также повлиял рост политического капитала социализма в 1930-е годы. Одним из основных пунктов социализма Лавкрафта было его противостояние советскому марксизму, поскольку он думал, что марксистская революция приведёт к разрушению американской цивилизации. Лавкрафт считал, что для сохранения Америки необходимо сформировать интеллектуальную аристократию. Его идеальная политическая система изложена в его эссе «Некие повторения эпохи», в котором он защищает государственный контроль, сокращение рабочего времени и более высокую заработную плату, а также страхование по безработице, и пенсии по старости. Он подчёркивает необходимость олигархии интеллектуалов. По его мнению, власть должна быть ограничена теми, кто достаточно умён и образован. Он часто использовал термин «фашизм» для описания этой формы правления, но она мало похожа на эту идеологию.
Лавкрафт был сторонником Франклина Рузвельта и его реформ «Новый курс». Он считал, что голосование за левых оппонентов будет напрасной тратой усилий. На международном уровне, как и многие американцы, Лавкрафт изначально выразил поддержку Адольфу Гитлеру, полагая, что Гитлер сохранит немецкую культуру. Но он считал, что расовая политика должна основываться на культуре, а не на происхождении. В конце жизни Лавкрафт начал выступать против Гитлера. По словам Гарри К. Бробста, сосед Лавкрафта побывал в Германии, где стал свидетелем избиения евреев. Лавкрафт и его тётя были этим возмущены.

### Атеизм
Лавкрафт был атеистом. Его взгляды на религию изложены в его эссе 1922 года «Признание в неверности», в котором описан его переход от протестантизма своих родителей к атеизму. Лавкрафт в 2 года ознакомился с Библией и мифами о Святом Николае. Он отдал предпочтение «Сказкам Гримм» и «Тысяча и одна ночь». Лавкрафт взял псевдоним «Абдул Альхазред», которому он позже присвоит «Некрономикон». В 5 лет случился момент скептицизма касательно Бога или Санта-Клауса. В 1896 году он познакомился с греко-римскими мифами и стал «настоящим язычником».
В 1902 году Лавкрафт заинтересовался космосом. Позже он описал это событие как самое волнующее в его жизни. Лавкрафт писал статьи о космосе для местной газеты. Ещё до 13 лет он убедился в непостоянстве человечества. К 17 годам он прочитал подробные сочинения, которые соответствовали его мировоззрению. Лавкрафт развивал свою космическую философию. Несмотря на его интерес к науке, он испытывал отвращение к реалистической литературе и увлёкся фантастической литературой. Лавкрафт стал пессимистом, когда занялся любительской журналистикой в 1914 году. Великая война, казалось, подтвердила его точку зрения. Он начал презирать философский идеализм. Работы Фридриха Ницше и журналиста Луиса Генри Менкена, среди других писателей-пессимистов, способствовали этому развитию. Лавкрафт заявлял, что все, чего он желал, — это забвение; и он готов отбросить любые иллюзии, коих он придерживался.

### Расы
Расы — самый противоречивый аспект творчества Лавкрафта, выраженный во многих пренебрежительных замечаниях в отношении «неанглосаксонских рас» и культур. Большую часть своей взрослой жизни он придерживался ряда расистских взглядов. В юности он писал расистские стихи, а когда стал старше, его изначальное расовое мировоззрение превратилось в классизм или элитарность, в соответствии с которыми «высшая раса» включала в себя тех, кто возвысился благодаря интеллекту и высокой культуре. С самого начала Лавкрафт не относился ко всем белым людям с одинаковым уважением, а скорее уважал англичан и людей английского происхождения. Лавкрафт приводил доводы в пользу сохранения расы и культуры. Иные аргументы подкреплялись пренебрежением к различным расам в его статьях и письмах, а также аллегорически в его произведениях, изображающих нечеловеческие расы. Это можно заметить в его изображении Глубоководных амфибий из повести «Тень над Иннсмутом». Скрещивание амфибий с людьми оформлено как разновидность смешанных браков, и это развращает как город Иннсмут, так и главного героя. В «Цикл снов» описаны мифы о божественном или инопланетном происхождении народов древности. Первоначально Лавкрафт проявлял симпатию к меньшинствам, принявшим западную культуру, вплоть до женитьбы на еврейке, которую он считал «хорошо ассимилированной». К 1930-м годам взгляды Лавкрафта на этническую принадлежность и расы стали умеренными. Он поддерживал сохранение этническими группами своей родной культуры; например, он думал, что «немцев нужно сделать более немецкими, французов — более французскими, испанцев — более испанскими и т. д.». Это представляло собой отход от его прежней поддержки культурной ассимиляции. Однако, это не означало полного устранения его расовых предрассудков. Учёные утверждают, что расовые взгляды Лавкрафта были обычным явлением в обществе того времени, особенно в Новой Англии, где он рос и куда прибывало много иммигрантов. Журналисты пытались обвинить Лавкрафта в расизме, но он приводил опровержения.

## Темы

### Космицизм
Космицизм — это центральная философия в произведениях Лавкрафта, утверждающая, что человечество ничтожно мало во Вселенной. Несмотря на то, что он был пессимистом, но также считал себя космическим индифферентистом, — о чём говорится в произведениях. Лавкрафт с детства интересовался космосом и его вдохновляли научные открытия. Персонажи Лавкрафта часто подчиняются могущественным существам и космическим силам, но эти силы не столько злобны, сколько безразличны к человечеству. Он верил в бессмысленную, механическую и безразличную Вселенную, которую люди никогда не смогут понять. Убеждения, что не могут быть подтверждены с научной точки зрения — недопустимы. Лавкрафт сформулировал эту философию в 1921 году, а полностью включил её в произведения пять лет спустя, в рассказе «Зов Ктулху». Ранние рассказы «Дагон», «За стеной сна» и «Храм» содержат некое описание этих концепций, но они не анализируют её так, как более поздние работы. В рассказе «Ньярлатхотеп» крах цивилизации интерпретируется как следствие краха Вселенной. В рассказе «Зов Ктулху» (1926) Лавкрафт создает концепцию, которая объединяет все его идеи об инопланетном влияние на человечество. Эти темы усиливаются в его последующих работах. В повести «Хребты безумия» (1931) Лавкрафт описывает инопланетных Старцев, которые создали первую жизнь на Земле, а позже вывели млекопитающих ради забавы и вкусного мяса. Всего через пять лет, концепция Лавкрафта приобретает финальный вид, всего за пять лет, а в дальнейшем все его работы ничего в ней не меняют, а лишь вносят дополнения в мифологию инопланетян. Космицизм выражается через подтверждение, а не через откровение. Персонажи Лавкрафта сами не понимают, что они ничтожны. Вместо этого, они получают подтверждение тому в ходе событий.

### Запретные знания
Произведения Лавкрафта отражают его личные двойственные взгляды на природу знаний. Это выражается в понятии запретного знания. В рассказах Лавкрафта счастье достижимо только в блаженном неведении. Попытка узнать вещи, которые не должны быть известны людям, приводит к вреду и психологическому воздействию на их разум. Эта концепция пересекается с рядом подобных идей, например, что видимая реальность — это иллюзия, маскирующая ужасающую истинную реальность. Также они пересекаются с концепциями древних цивилизаций, оказывающих пагубное влияние на человечество, и общей философией космицизма. Согласно Лавкрафту, самопознание может привести к гибели тех, кто его ищет. Эти искатели осознали бы свою собственную незначительность в более широком космосе и были бы не в состоянии вынести тяжесть этого знания. Ужас не является внешним явлением, — наоборот, напряжение нарастает за счет психологического воздействия, которое испытывают персонажи. В «Зове Ктулху», «Тени над Иннсмутом» и «За гранью времён» герои испытывают воздействие внешних сил и внутренний ужас вследствие обретённых ими знаний.
Персонажи Лавкрафта стремятся «собирать воедино» обрывки знаний из оккультных трудов и передовых открытий в науке, углубляясь в аспекты Вселенной, которые человечество не пыталось — или не должно — понять. Когда таковые перспективы открываются для их понимания, разум героя сталкивается с тем, что он не может воспринять и часто при этом разрушается. Особенно склонны к сумасшествию те, кто действительно сталкивается с «ожившим» проявлениями непостижимого. Персонажи, которые пытаются использовать тайные знания, почти всегда обречены. Иногда их магические книги вызывают внимание злонамеренных существ или их уничтожают ими же сотворённые монстры.

### Упадок цивилизации
Лавкрафт был зациклен на концепции упадка. В частности, он думал, что Запад находился в состоянии окончательного упадка. Начиная с 1920-х годов Лавкрафт познакомился с работами немецкого консервативно-революционного теоретика Освальда Шпенглера, чей пессимистический тезис о декадансе современного Запада сформировал решающий элемент в общем антисовременном мировоззрении Лавкрафта. Шпенглеровские образы циклического упадка — центральная тема повести «Хребты Безумия». С. Т. Джоши в своей книге «Г. Ф. Лавкрафт: Упадок Запада» помещает Шпенглера в центр обсуждения политических и философских идей автора. По его словам, идея упадка — это единственная идея, которая пронизывает и связывает его личную философию. Основное влияние Шпенглера на Лавкрафта заключается во взгляде на политику, экономику, науку и искусство как на взаимозависимые аспекты цивилизации. Лавкрафт избавился от личного незнания текущих политических и экономических событий и развил свою независимую идею упадка Запада, а Шпенглер послужил для неё основой.
Лавкрафт часто описывает идею борьбы цивилизации против более варварских, примитивных явлений. В некоторых произведениях эта борьба происходит на индивидуальном уровне; а главные герои — культурные деятели, высокообразованные люди, постепенно испорченные каким-то злым влиянием. Часто «проклятие» является наследственным фактором из-за скрещивания с нечеловеческими существами или через прямое магическое воздействие внеземных сил (Извне). Физическая и умственная деградация часто идут рука об руку; эта тема «испорченной крови» может представлять уничтожение традиций в гонке прогресса. Иногда обществу угрожает варварство, как внешняя угроза, когда цивилизация уничтожается в войне. В других случаях цивилизация постепенно подрывает свою культуру, проигрывая борьбу против злобного низшего класса, находящегося под влиянием сверхъестественных сил.

### Наука
Лавкрафт сместил акценты в жанре сверхъестественного ужаса с человеческих проблем на космические. Таким образом, он объединил элементы сверхъестественной фантастики, которые он считал научно жизнеспособными, вместе с научной фантастикой. Это слияние требовало понимания, как сверхъестественного ужаса, так и современной науки. Лавкрафт использовал это объединённое знание для создания историй, в которых подробно рассматриваются тенденции научного развития. Начиная с рассказа «Изгой», Лавкрафт всё больше включал в свои рассказы элементы как эйнштейновской науки, так и своего личного материализма. Это усилилось в рассказе «Зов Ктулху», где он описал инопланетное влияние на человечество. В рассказе «Цвет из иных миров» говорится, что наука неспособна дать объяснение инопланетной форме жизни и законам мира за пределами Вселенной.
Лавкрафт часто использует математику, чтобы его существа и окружение казались более чуждыми. Том Халл, математик, считает, что это усиливает его способность вызывать чувство непохожести и страха. Он связывает такое использование математики с детским интересом Лавкрафта к астрономии и его взрослым осознанием неевклидовой геометрии. Другой причиной использования математики была его реакция на научные работы того времени, которые убедили Лавкрафта в том, что основным средствам человеческого познания мира больше нельзя доверять. Использование Лавкрафтом математики служит для преобразования сверхъестественных элементов в вещи, которые имеют научное объяснение. В «Грёзы в ведьмовском доме» и «За гранью времён» есть элементы математики, которые описывают Иные миры и идея переноса разума на расстояние, которые объясняются при помощи научных теорий, известных при жизни Лавкрафта.
Лавкрафт описывает риск научной эпохи. На рубеже XX века человек всё больше полагался на науку, открывая новые миры. Лавкрафт описывает этот потенциал растущего разрыва в человеческом понимании Вселенной как потенциал ужаса и хаоса. Лавкрафт размышляет о том, что технологические удобства могут привести к краху науки. В то время, когда люди считали науку безграничной и могущественной, Лавкрафт представлял себе иное понимание и страшные результаты науки.

### «Страна Лавкрафта»
«Страна Лавкрафта» — художественная версия сельской местности Новой Англии, служащая центром для его произведений, — стала одним из самых популярных типов окружений в жанре фантастики. Она представляет историю, культуру и фольклор региона Массачусетс в интерпретации Лавкрафта. Некоторые атрибуты преувеличены и изменены, чтобы обеспечить подходящую обстановку для его воображаемой топографии. Окружение сельской местности Новой Англии впервые появляется в рассказе «Картина в доме» (1919). В окружении изобилуют старинные особняки, склепы, храмы и памятники. На название мест в регионе напрямую повлияли названия реальных мест в Восточном регионе США, — что сделано для повышения реалистичности. Лавкрафт использует связи с Новой Англией, чтобы проникнуться способностью внушать страх. Конкретное местоположение «Страны Лавкрафта» варьируется, поскольку автор перемещал его в соответствии с потребностями. Начав с областей, которые, по его мнению, вызывали у него воспоминания, Лавкрафт иногда добавлял к ним названия городов из Великобритании, а также полностью вымышленные названия, такие как Аркхем. Позже Лавкрафт расширил окружение, включив в него ближайшие достопримечательности из соседних штатов и вымышленные учреждения, такие как Мискатоникский университет. Вероятно, Иннсмут основан на Ньюберипорте, а Данвич — на Гринвиче. Неопределённое расположение этих городов также сыграло роль в стремлении Лавкрафта к созданию нужного настроения в своём творчестве.

### Культы и ритуалы
Лавкрафт ссылается на внеземные культы. Культы действительно были распространены в США. Западные традиции оккультизма в Европе и Америке на протяжении веков оставались табу и ритуальная магия не выходила за пределы подпольных организаций. Последователи придерживались традиций предков и ревностно хранили гримуары, и учебники чёрной магии. Однако, флистимлянский культ Дагона был известен в Массачусетс с колониальных времен XVII века. В конце XIX века религиозные преследования уменьшились и государство стало поощрять группы нетрадиционной веры. Последовавшее за этим просвещение в обществе открыло новые пути духовного роста и такие эксперименты, как спиритизм. В Англии особенно многие представители интеллигенции и художники стекались к оккультным организациям, изучающим эзотерическую мудрость. Лавкрафт часто описывает шабаш, языческие ритуалы в кругу камней, древние античные храмы и неизвестную религию.

### Нечеловеческие существа
Лавкрафт описывает нечеловеческих существ: антропоидов, мифических существ, нечисть и инопланетян. Среди пришельцев: Старцы, Потомки Ктулху, Шогготы, Ми-го, Великая раса Йит, Летающие полипы, Йекубианцы, Шамблеры и другие. У внеземных существ («Извне») чрезвычайно аномальная природа, невообразимые формы, нематериальная структура, части тел разных животных; Они застряли меж миров, поэтому, в их случае перемешиваются законы пространства, формы, материи и органики. При этом, Лавкрафт описывает у нечеловеческих существ черты хорошо известных организмов из учебников. Эти существа угрожают человечеству и слишком могущественны, чтобы люди могли их победить, и столь ужасны, что одно только знание о них повлечет безумие. Некоторые существа обитают группами возле мест, где живут их потомки, которые сами находятся под влиянием сверхъестественных сил и изображены как «дикари», живущие в изоляции, ближе к их истинным корням, но в произведениях Лавкрафта это означает ближе к Ктулху. Лавкрафт развил пугающую идею о том, что люди произошли от древних рас существ. Это «проклятие» является наследственным фактором из-за скрещивания с чудовищами или через прямое магическое воздействие. Потомки могут быть далеки, как по месту, так и по времени от нечестивого акта, и всё же «кровь покажет». У них имеются человеческие (или частично человеческие) прислужники; Например, Ктулху почитают эскимосы в Гренландии и вуду в Луизиане, и во многих частях мира. Население города Иннсмут имеет историю межвидового скрещивания с Глубоководными, и поклоняются морским богам: Дагону и Гидре. На ритуалах в определённых магических местах, будь это холмы или подземелья, появляется нечисть разных форм. Лавкрафт впервые в истории изобрел зомби в их современном виде: как оживленные инъекцией препарата мертвецы. В работах Лавкрафта пришельцы скрываются среди людей и тайно посещают Землю. Одним из знаковых мотивов является случайный акт создания человеческого вида инопланетными пришельцами. Одни существа достигли технического прогресса, а другие неясно разумны или нет, так как их поведение характерно для обычных паразитов. Лавкрафт связывает вид инопланетян с необычными условиями на их планетах. Они просачиваются в наш мир из иного измерения, поэтому они имеют уязвимости, конфликтующие с законами природы нашего мира.

### Персонажи
В «Энциклопедии Лавкрафта» говорится, что Лавкрафт сознательно преуменьшал роль человеческих персонажей. Его «космическая» перспектива рассматривала человечество как крошечный и несущественный элемент в бесконечности пространства. В конце жизни он писал: «Единственные "герои", о которых я могу писать, — это явления» (письма 5.19). Среди персонажей: сновидцы, колдуны, ведьмы, мистики, ученые, доктора, музыканты, художники, писатели, библиотекари, моряки, фермеры, детективы, сектанты и разного рода деятели. Рэндольф Картер путешествует в Иные миры. Колдуны насылают проклятия и призывают чудовищ из Иных миров, занимаются каннибализмом, и подобными вещами. Лавкрафт описывает настоящих деятелей науки вместе с полностью вымышленными персонажами, такими как Абдул Альхазред. Герберт Уэст по характеру бездушная машина, но ему удается оживить зомби. Ричард Пикман творит картины, что вызывают кошмары. В романе «Случай Чарльза Декстера Варда» одна из центральных тем — опасность слишком многого узнать о истории своей семьи. Вард занимается генеалогическими исследованиями, которые в итоге приводят его к безумию и самоуничтожению. Лавкрафт тяготел к старине, поэтому у его персонажей ментальность прошлой эпохи, — это джентльмены, броские на высокопарные речи, которые посвятили себя научным или творческим изысканиям. Несмотря на образование и скептицизм, именно их интересы ведут к разгадке тайн Вселенной. Герои оказываются подвержены воздействию сверхъестественных сущностей, которые безразличны к ним. Лавкрафт описывает туманные мифы о космических сущностях, но не доводит историю до преждевременного конца и не нарушает интригу. В этой роли он использует сектантов, которые на словах пересказывают сведения о своих «богах» в разбавленной форме. Это даёт возможность героям одержать победу на какое-то время. Герои часто одинокие и отвергнутые обществом, они бегут от реальности, переезжают в другой город, начинают с чистого листа, — это черты депрессии, меланхолии, ностальгии и апатии, перетекающие в жуткие искажения личности. Их рассудок разрушается из-за воздействия сил неведомых сущностей, но сам Лавкрафт явно симпатизирует недугам своих героев. Это кажется скорее криком души, нежели плодом воображения. Речь порой столь проникновенная, будто, взята из неотредактированных мемуаров автора.

## Произведения Лавкрафта
В творчестве Лавкрафта заметны общие черты: нечеловеческие существа, раскрытие космической тайны, внеземные древние сооружения, запретные тексты, нечитаемые названия, реликвии забытых времен, вещи «без имени» и прочие элементы, которые стали столь почитаемы среди поклонников «Мифов Ктулху». Лавкрафт использует намеки, туманное описание, слухи, заметки, прессу, записи в дневнике, псевдоисторию, городские легенды и прочее. В юности Лавкрафт писал статьи об астрономии и был убежден космизмом, поэтому его магия всегда связана с космосом. С детства писал стихи о мифологии, поэтому некоторые работы Лавкрафта приобретают характер произведений в прозе. Сам Лавкрафт не делил свои произведения на циклы, — эти термины придумали позже другие писатели и поэтом они носят лишь условный характер.
Ранние произведения Лавкрафт пишет как короткие рассказы в жанре «Смертельные истории с привидениями» (англ. Ghost story) для формата публикации в журналах, таких как «Weird Tales». В 27 лет он написал рассказы «Дагон» и «Склеп» (1917). В рассказе «Полярная звезда» (1918) появляется Страна снов. В рассказе «Из глубин мироздания» (1920) появляются пришельцы. В рассказе «Ньярлатхотеп» (1920) ученый вызывает Конец света. В рассказе «Изгой» (1921) описана Загробная жизнь.
В центральных произведениях выражены черты готической литературы, хотя, Лавкрафт стремился отличаться от этого жанра. Он основывается на широко распространенных в мифологии Европы легендах о колдунах, вызывающих чудовищ из Иных миров. В рассказе «Герберт Уэст — реаниматор» (1922) появляется Аркхем. В рассказе «Пёс» (1922) появляется «Некрономикон». В рассказе «Праздник» (1923) герой попадает на ритуал в город-призрак из прошлого. В рассказе «Затаившийся Страх» появляются щупальца, вырывающиеся из под земли, — что станут характерной чертой автора.
Поздние произведения Лавкрафт пишет как короткие повести. Он создал отдельную мифологическую базу о пришельцах, которые посещали Землю в древности, — эти элементы лежат в основе «Мифов Ктулху». В рассказе «Зов Ктулху» (1926) появляется Ктулху, спящий мертвым сном в затонувшем городе Р’льех. Имя Ктулху станет более известным, чем сам Лавкрафт. В рассказе «Цвет из иных миров» (1927) появляется сущность из Иного мира. В рассказе «Ужас Данвича» (1928) человек превращается в монстра под воздействием внеземных сил. В повести «Шепчущий во тьме» (1930) Ми-Го похищают людей на планету Юггот. В повести «Хребты Безумия» (1931) ученые находят в Антарктиде город Старцев. Лавкрафт создал легендарные колдовские деревушки в произведениях: «Случай Чарльза Декстера Варда» (1927), «Ужас Данвича» и «Тень над Иннсмутом» (1931).

## Влияние на творчество

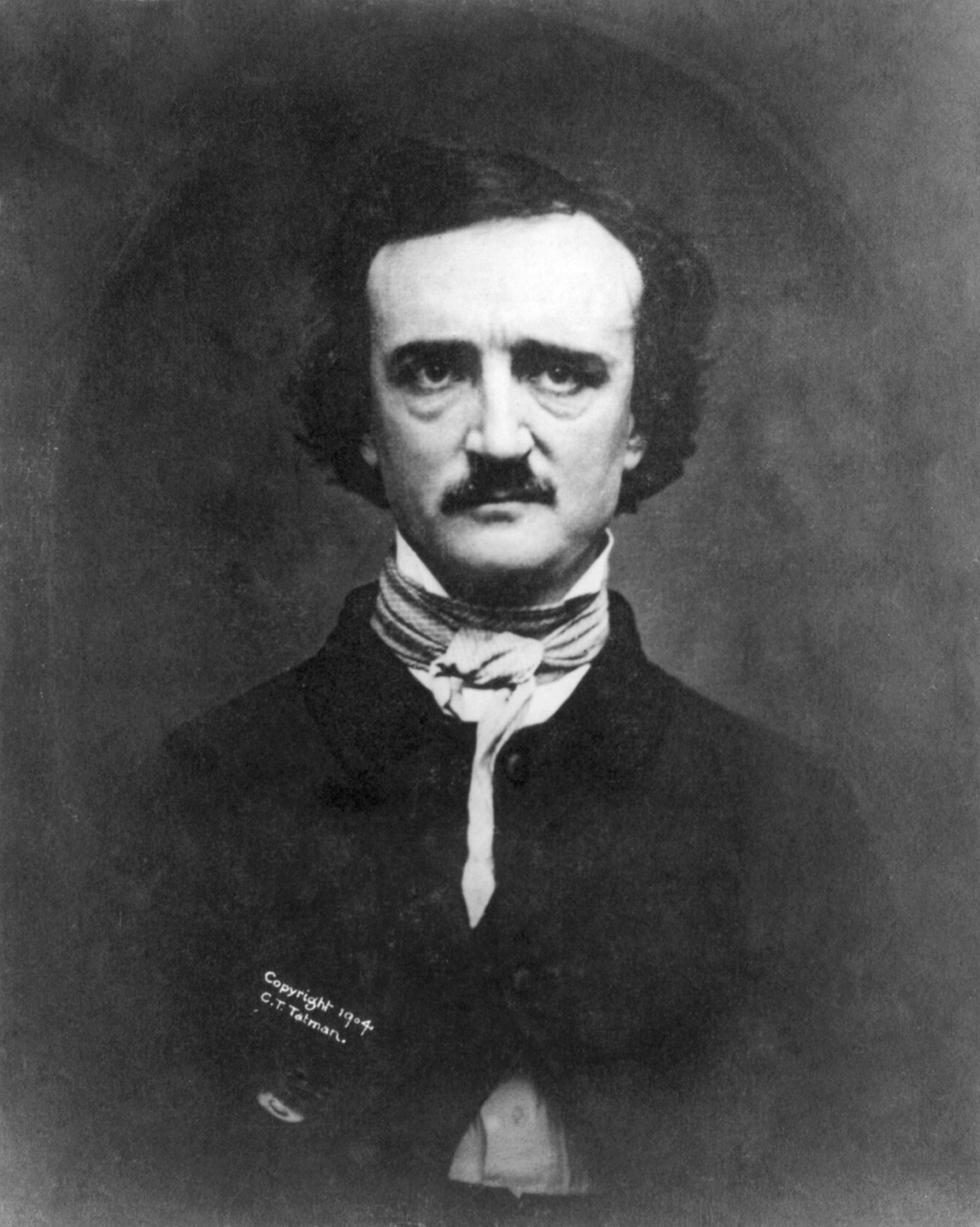
Эдгар По, чьё творчество оказало влияние на Лавкрафта

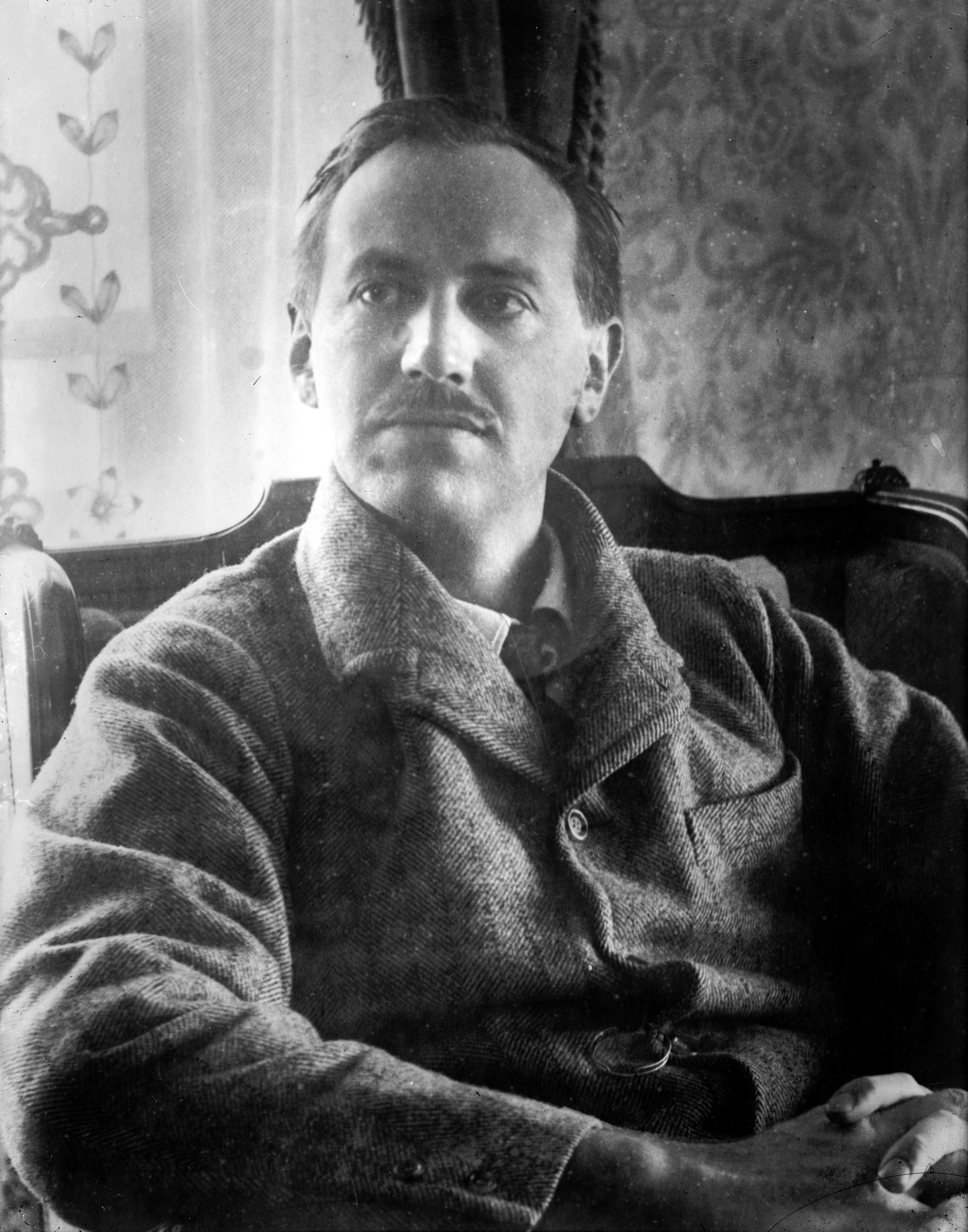
Лорд Дансени, чьё творчество оказало влияние на Лавкрафта

## Последователи

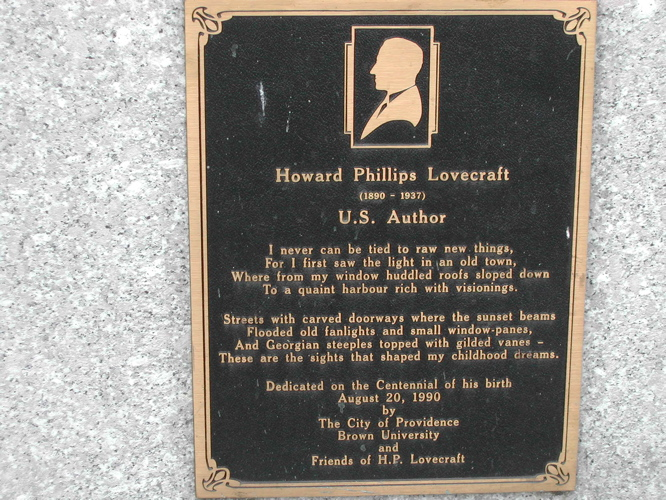
Мемориальная доска Г. П. Лавкрафта на Проспект-стрит, 22 в г. Провиденс